# Лару, Кармен
Ка́рмен Лару́ (англ. Carmen Laroux; 4 сентября 1909, Виктория-де-Дуранго, Мексика — 24 августа 1942, Лос-Анджелес, Калифорния, США) — мексикано-американская актриса

.

## Биография
Кармен Лару родилась 4 сентября 1909 года в Виктории-де-Дуранго (Мексика), но позже она эмигрировала в США.
Она снялась в 22-х фильмах в период с 1927 по 1941 год.
Лару наиболее известна благодаря своей роли Сеньориты Риты в фильме о Трёх балбесах «Спасённые красоткой» (1939). Она также появилась в фильме Джона Уэйна «Тропа в пустыне» (1935). Её последнее появление в кино было в роли горничной в шедевре Орсона Уэллса «Гражданин Кейн».
В первом браке с мужчиной по фамилии Ибарра, Лару родила сына Роберта (род. 1927). 24 марта 1934 года она вышла замуж за костюмера Элмера Эллсуорта, который усыновил Роберта, и стал отцом её дочери Дороти Кармен Эллсуорт (09.09.1934—08.09.1993).
Лару покончила жизнь самоубийством 24 августа 1942 года, выпив муравейный яд. Ей было всего 32 года. По данным Los Angeles Daily News, плохое здоровье Лару привело к её самоубийству.